# Baños de Río Tobía
Baños de Río Tobía är en kommun i Spanien. Den ligger i den autonoma regionen La Rioja i norra delen av landet, 230 km nordost om huvudstaden Madrid. Antalet invånare är 1 605 (2024).